# The Freedom Principle
The Freedom Principle ist ein Album des Rodrigo Amado Motion Trio mit dem Trompeter Peter Evans. Die Aufnahmen entstanden am 18. März 2013 in den Lissaboner Narrouche Studios und erschienen 2014 auf NoBusiness Records.

## Hintergrund
Nach einem ersten Trioalbum mit seinem Motion Trio 2012 nahm Rodrigo Amado mit Miguel Mira und Gabriel Ferrandini zwei weitere Alben mit Jeb Bishop auf,  Burning Live at Jazz Ao Centro (2012) und The Flame Alphabet (2013, mit Jeb Bishop). Am 16. März trat das Rodrigo Amado Trio mit dem Trompeter Peter Evans im Teatro Maria Matos in Lissabon auf (Live in Lisbon, NoBusiness Records), bevor man zwei Tage später ins Studio ging und weitere drei Titel für das Studioalbum The Freedom Principle einspielte.

## Musik des Albums

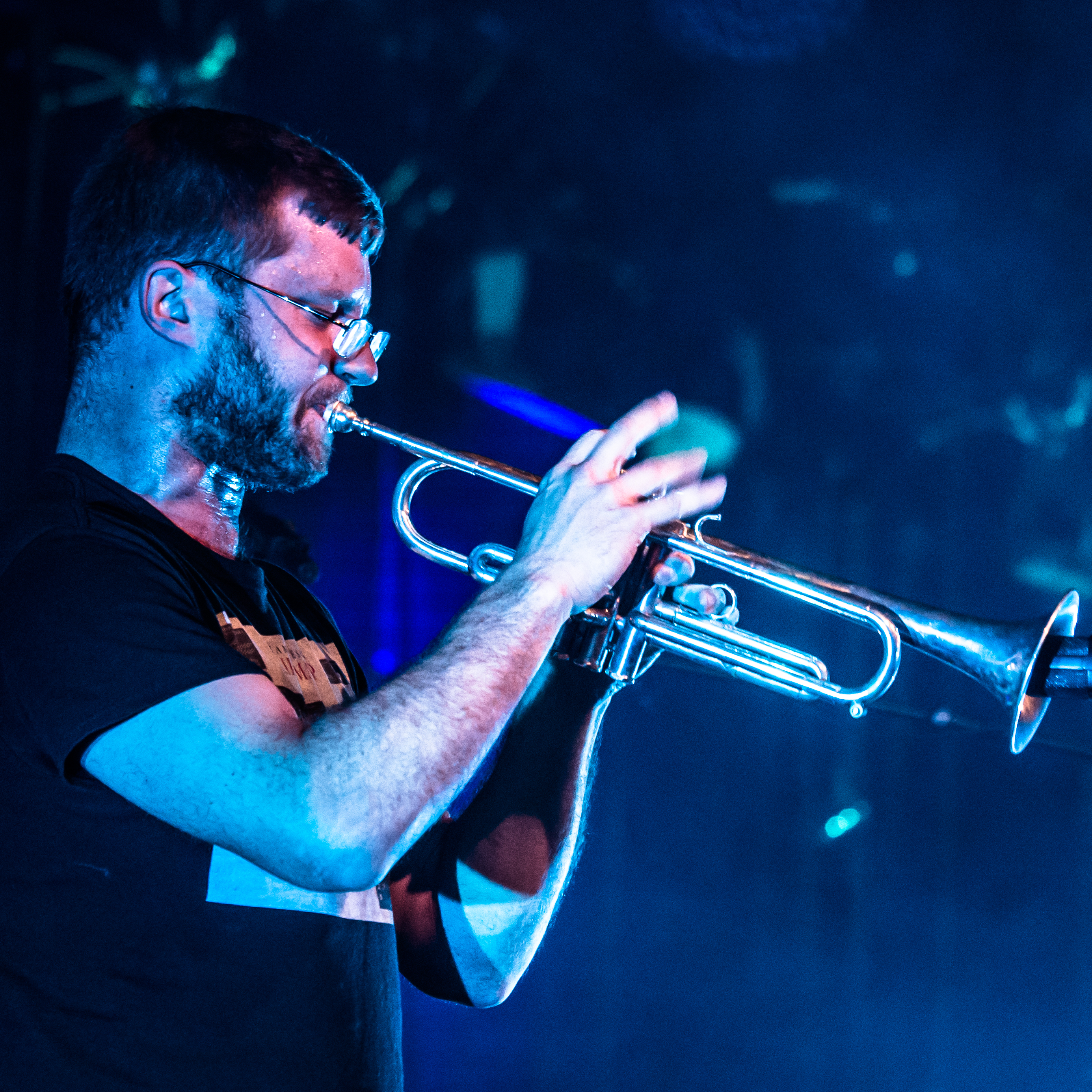
Peter Evans auf dem Moers Festival 2015. Fotografie von Harald Krichel.

Der Titelsong des Albums beginnt abgehackt, wobei Amado mit kurzen Phrasen beginnt, schließlich Evans in Zirkularatmung spielend einsetzt und „dabei eine gebogene Linie beibehält, die summt und plötzlich wie eine Biene die Tonhöhe ändert.“ Wenn sich das Spiel von Amado/Evans annähert, wird die Reibung verstärkt. Ferrandini surrt mit leichter Präzision perkussiv unter ihnen. Mira unterstützt sein Spiel mit wendigem Zupfen, was auf einen afro-islamisch-spirituellen Gnawa-Groove hindeute, so der Autor Tim Owen.
Nach acht Minuten Laufzeit nimmt Evans das erste Solo. „Mit bemerkenswerter Agilität wechselt er von Front-Attacke im Duo mit Ferrandini über ein kontrolliertes Diminuendo“ zu einer Serie von Licks, die Amado einen stetigen melancholischen Kontrapunkt entlocken. Dann scheidet er aus und lässt dem Bandleader ein langes, immer intensiver bemessenes Solo aufbauen. Dabei entsteht zur Halbzeit des Stücks eine „kollektive Intensität“, bevor „alle vier Spieler in einem finalen Sturz Reserven an Ausdauer und individuellem Charakter“ fänden.
In „Shadows“ (18:36) untersucht das Quartett mehr „out“-Klänge. Tom Owen notierte: „Evans spielt im luftleck-hohen Register und Mira gleicht das mit einer angriffslustigen Bogenspiel aus, während Amado an der Seitenlinie schnurrt. Viele Energien, insbesondere die von Ferrandini, bleiben unbeschadet, aber der Schlagzeuger produziert schließlich genug Reibungszunder, damit das Kollektiv Funken erzeugt, und entzündet dann das Feuer. Nach neun Minuten kühlt sich die Abstraktion ab, es gibt mehr Raum für persönliche Erkundungen, und diesmal entzündet sich Evans, ein Willen, der seine Mitreisenden von sicheren Pfaden fernhält. Sein abschließendes Solo mit voller Gruppenunterstützung, derweil Amado auf einem schäbigen R&B-Riff sägt, ist glühend, und das rohe Schreien eines endgültigen Horn-Zusammenspiels sorgt für einen aufregenden Abschluss.“
In den ersten 2½ Minuten von „Pepper Packed“ präsentiert sich Evans mit einem Solo, das in sich geschlossen ist; anschließend hört man ein Duo von Ferrandini und Mira, bis Amado einen tiefen Tenorton setzt. Evans fügt einen weiteren Kommentar hinzu, stärkt ein unisono-Head-Motiv, und nachdem Mira seinen eigenen Beitrag mit Ferrandini als Unterstützung erarbeiten kann, ist es ein gedämpft spielender Evans, der das Stück mit einer Abfolge von Soli auf der Pocket-Trompete ausgleiten lässt. Dann ist es Amado, der seine Ansprüche auf das Terrain geltend macht.

## Titelliste
- Rodrigo Amado Motion Trio & Peter Evans – The Freedom Principle (NoBusiness Records, 2014)[3]

1. The Freedom Principle 	26:46
2. Shadows 	18:38
3. Pepper Packed 	12:03

Alle Titel stammen von Ferrandini, Mira, Evans, Amado.

## Rezeption
Das fünfte Album von Amados Motion Trio erhielt durchweg positive Kritiken; für Tim Owen (...on Sound) ist es „hervorragendes Album“. Der Kritiker von Avant Music News lobte:
„The Freedom Principle zeichnet sich durch Amados muskulöse Arbeit auf einer kreativen rhythmischen Basis aus, auf der Evans dröhnt. Die beiden Hornspieler bieten eine Ausarbeitung auf ihren jeweiligen Instrumenten, wobei sie zusätzlich zum kaskadierenden Zusammenspiel eine kraftvolle, quietschende Unstimmigkeit hervorrufen. Von den vier Mitgliedern der Gruppe spielt jeder perfekt die erwarteten Formen des kreativen Jazz, aber auch punktuelle Klangeffekte und Nebengeräusche.“
Eyal Hareuveni schrieb in All About Jazz, das erste Stück, das 27 Minuten lange Titelstück „The Freedom Principle“, erweitere und diversifiziere die kraftvolle, leidenschaftliche Ader der Live-Performance, die zwei Tage zuvor stattfand. „Amado führt sein Trio in einem geduldigen und dennoch suchenden Zusammenspiel an, und bald schließt sich Evans an und erhöht die Temperatur und Intensität der Kommunikation. Sowohl Amado als auch Evans fordern sich die ganze Zeit gegenseitig heraus, selbst an den ruhigsten, kontemplativsten Stellen. Oft klingen die beiden in einem dichten, farbenfrohen Dialog und beide fliegen über den ständig wechselnden, nervösen Puls von Mira und Ferrandini. Alle konzentrieren sich auf die Strukturierung einer zusammenhängenden Schallhülle.“ Das folgende „Shadows“  ermögliche es nach Ansicht des Autors allen Beteiligten, ihre Fähigkeiten zu betonen, aus experimentellen, klanglichen Suchen ein Stück zu formen, das in seinem Verlauf den phantasievollen Einsatz erweiterter Techniken durch alle hervorhebt. Evans eröffnet das letzte Stück, das kürzere, 12 Minuten lange „Pepper Packed“, mit einer sanften, gesprächigen Solotrompete, als Mira und Ferrandini ihren eigenen intimen und einfühlsamen Dialog beginnen. Wenn sich Amado anschließt, betone er immer wieder das intime, relativ entspannte Zusammenspiel, gerahmt als leise, gefühlvolle Ballade.

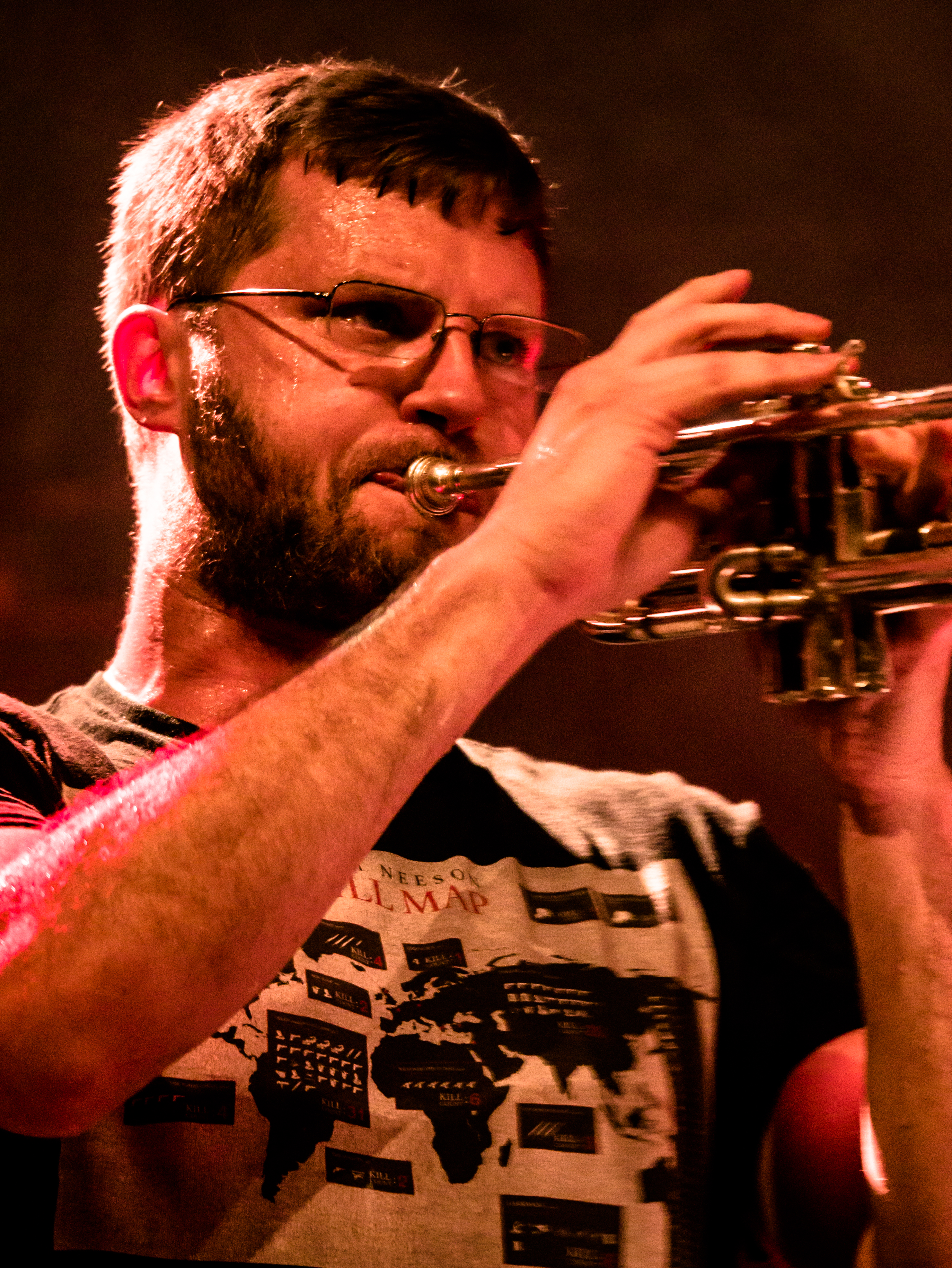
Peter Evans auf dem moers festival 2015. Foto: Harald Krichel

Stefan Wood (The Free Jazz Blog) meinte, „The Freedom Principle ist ein Album voller Energie.“ Es stecke voller Kreativität und Ausdruck, ohne sich müde oder verloren anzufühlen. Der Titelstück sei ein Werk, das den Hörer von Anfang an in seinen Bann ziehe. Amado spiele wie Sonny Rollins in freier Form, mit Ferrandi als Ergänzung, und dann schließen sich die anderen an. Evans drückt Amado mit einem eindringlichen Ton voran, er unterbricht, manchmal lauert er im Hintergrund, manchmal spiele er neben dem Saxophon. Etwa auf halbem Weg zwischen den beiden Hornspielern findet ein aktiver Dialog statt, der an die New Wave in der Jazz-Szene der späten 1960er Jahre erinnert, in der sie aufeinander spielen und dann nebeneinander ihre Musik in Rhythmen und Tönen falten und drehen, die das Interesse des Hörers wahren.
Es gibt viel zu verdauen und bei wiederholtem Hören wird es lohnender. Shadows ist eine mehr als 18-minütige Erfahrung in der Lautstärke, angefangen vom grandiosen Spiel von Mira und Evans, das fast flüsternd spielt, das Cello quietscht und das Trompetenmundstück bläst, bis hin zu einer aggressiveren und lauteren Interaktion, wenn Amado und Ferrandini mitspielen, Cello und Saxophon vibriert, wird sehr intensiv, dann wieder leise, dann wieder laut, Evans mit voller Stimme, streckt und schiebt sein Instrument bis zum Anschlag. In Pepper Packed (vielleicht eine Hommage an Art Pepper, mutmaßt der Autor) beginnt Evans mit einem Solo, dann mit Ferrandini, dann mit einem Duett mit Ferrandini und Mira, und Amado mischt sich schließlich mit einem entspannteren Sound ein, der fast wie eine Ballade wirkt, aber die Rhythmusgruppe spielt dagegen diese Vorstellung. Auf diesem letzten Track hört man Amados Einflüsse und wie geschickt er sie in seinen eigenen Sound integriert.